# Michael Perfetto
Michael Perfetto (* 3. August 1962) ist ein ehemaliger deutscher Fußballspieler.

## Sportlicher Werdegang
Perfetto entstammt der Jugend des SC Geislingen. Diesen verließ er als Teenager in Richtung TSV 1860 München, für den er in der Spielzeit 1981/82 in der 2. Bundesliga debütierte. Beim Bundesliga-Absteiger stand er beim Saisonauftakt, einer 1:3-Niederlage gegen den FC Schalke 04, in der Startformation. Im weiteren Saisonverlauf kam er insgesamt zu neun Einsätzen, dabei blieb er ohne Torerfolg. Mit dem Klub belegte er zwar den vierten Tabellenplatz, für die folgende Spielzeit wurde jedoch die Lizenz verweigert.
Nach dem Abstieg blieb Perfetto als einer der wenigen Spieler neben Joachim Goldstein, Anton Schmidkunz, Leo Bunk und Rudolf Seider dem Klub in der Bayernliga treu. Mit 32 Einsätzen in der Bayernliga-Spielzeit 1982/83 gehörte er zu den Dauerbrennern, als Tabellensechster mit 24 Punkten Rückstand auf Meister SpVgg Unterhaching wurde der direkte Wiederaufstieg klar verpasst. Im DFB-Pokal 1982/83 erreichte er mit der Mannschaft immerhin das Achtelfinale, in dem sich der Bundesligist VfL Bochum trotz zwischenzeitlicher Führung durch Hans-Peter Alt mit 1:3 durchsetzte. In der Spielzeit 1983/84 gewannen die Sechziger die Bayernligameisterschaft, dabei hatte Perfetto noch in 16 Spielen mitgewirkt. In der Aufstiegsrunde zur 2. Bundesliga wurde der Klub nur Tabellenletzter.
Perfetto kehrte zum SC Geislingen zurück, der 1984 in die Oberliga Baden-Württemberg aufgestiegen war und wo er auf seinen Bruder Klaus Perfetto (später Profi beim VfB Stuttgart und SSV Ulm 1846) traf. Dort machte er im DFB-Pokal 1984/85 deutschlandweit mit dem Klub Schlagzeilen, als in der ersten Runde der Hamburger SV durch Tore von Wolfgang Haug und  seinen Bruder geschlagen wurde. Im Achtelfinale scheiterte die Mannschaft durch zwei Tore in den Schlussminuten an Bayer 05 Uerdingen. In der Oberliga-Spielzeit 1984/85 belegte der Klub zudem als Aufsteiger den fünften Tabellenplatz, Perfetto hatte mit drei Toren in 33 Spielen dazu beigetragen. In der folgenden Spielzeit war er mit 35 Einsätzen erneut einer der meist eingesetzten Spieler, der Klub verpasste jedoch am Saisonende den Klassenerhalt. 
Mit dem Abstieg verliert sich Perfettos Spur im höherklassigen Fußball, nach dem direkten Wiederaufstieg des SC Geislingen gehörte er nicht mehr zum Kader.